# GeoFort
GeoFort is een interactief science center waarin alles om de aarde draait. Centrale thema's zijn big data, geo-design en klimaat. De oorspronkelijke naam is Fort bij de Nieuwe Steeg in de Gelderse plaats Herwijnen. Het fort maakt deel uit van de Nieuwe Hollandse Waterlinie. 
In 2016 heeft GeoFort de Children in Museum Award gewonnen. Deze internationale prijs die werd uitgereikt tijdens het jaarlijkse Ecsite (Europese netwerk van science centra en musea) Congres in Graz, Oostenrijk. 
In 2018 won GeoFort de Europa Nostra Prijs met het Minecraftproject GeoCraftNL. Hierin is heel Nederland in Minecraft nagebouwd met 1000 miljard Minecraft blokjes: alle huizen, rivieren en wegen zijn in virtuele vorm te vinden. GeoCraftNL is een platform om kinderen te betrekken bij hun eigen omgeving. Ze bouwen hun eigen school, huis, monumenten, kastelen, molens en kerken. Maar juist ook smart cities, duurzame steden, veilige fietspaden. GeoFort kreeg de Europa Nostra-prijs omdat ze kinderen enthousiast maakt voor cultureel erfgoed in de virtuele wereld. Daarmee krijgen ze ook oog voor de monumenten in de echte wereld. 
Willemijn Simon van Leeuwen en Bart Bennis startten in 2005 met het initiatief. In 2011 werd het fort grondig gerenoveerd en een jaar later werd het GeoFort geopend. In het museum wordt aandacht besteed aan oude, gebruikelijke en moderne manieren van navigeren. Het museum richt zich nadrukkelijk ook op kinderen. Onder de naam GeoExperience zijn er diverse attracties in het museum; onder andere een ondergrondse desoriëntatiegang, een geurendoolhof, een 4D-globe waarmee je miljoenen jaren terug in de tijd kan kijken en de film Powers of Ten, die uitzoomt van het kleinste deel in je lichaam tot aan het verste plekje in het heelal. Ook wordt heel Nederland nagebouwd in het 3D spel 'Minecraft' onder de naam GeoCraft. 
Er is ook een pannenkoekenrestaurant onder de naam WereldPan en er zijn verschillende vergaderzalen.

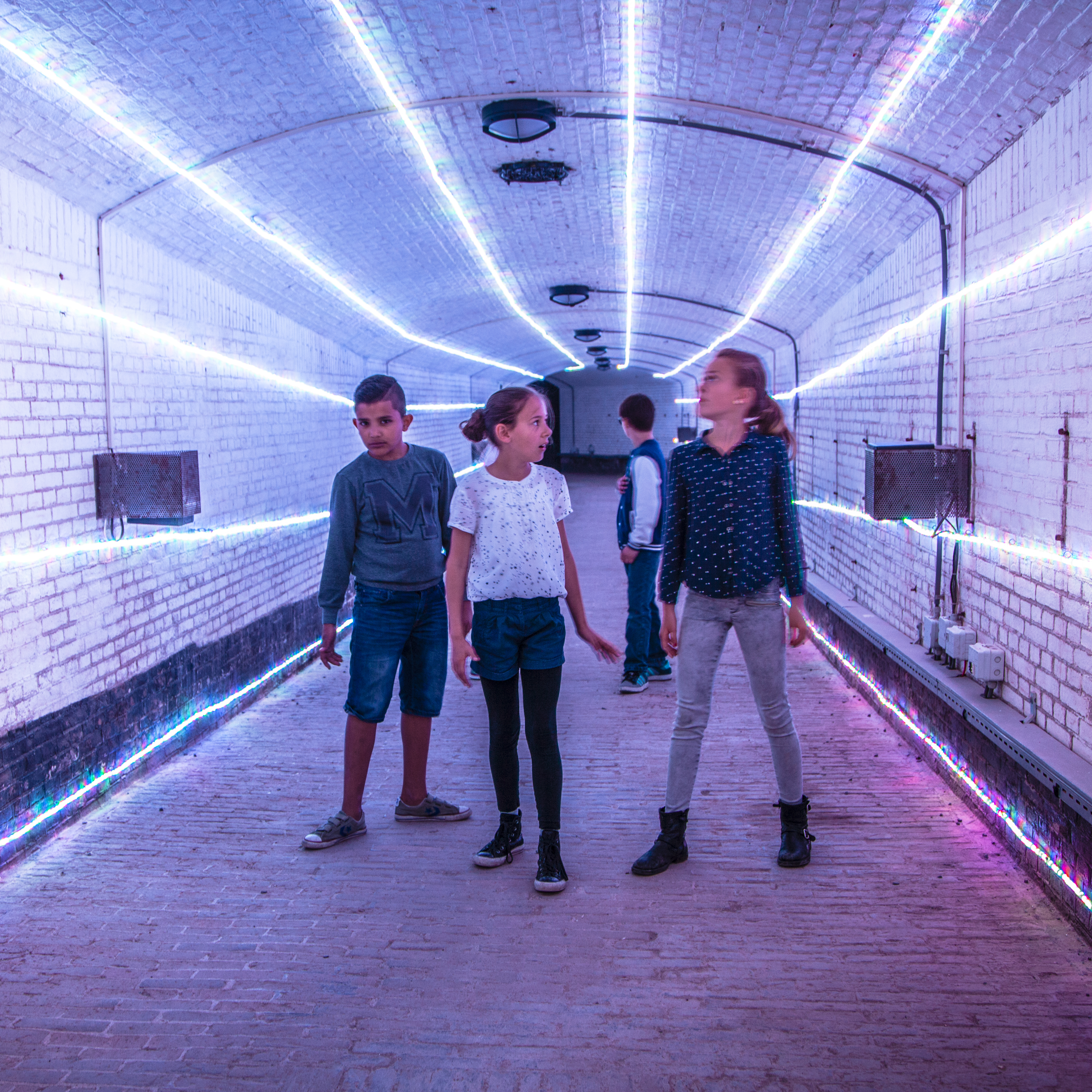
De desoriëntatietunnel
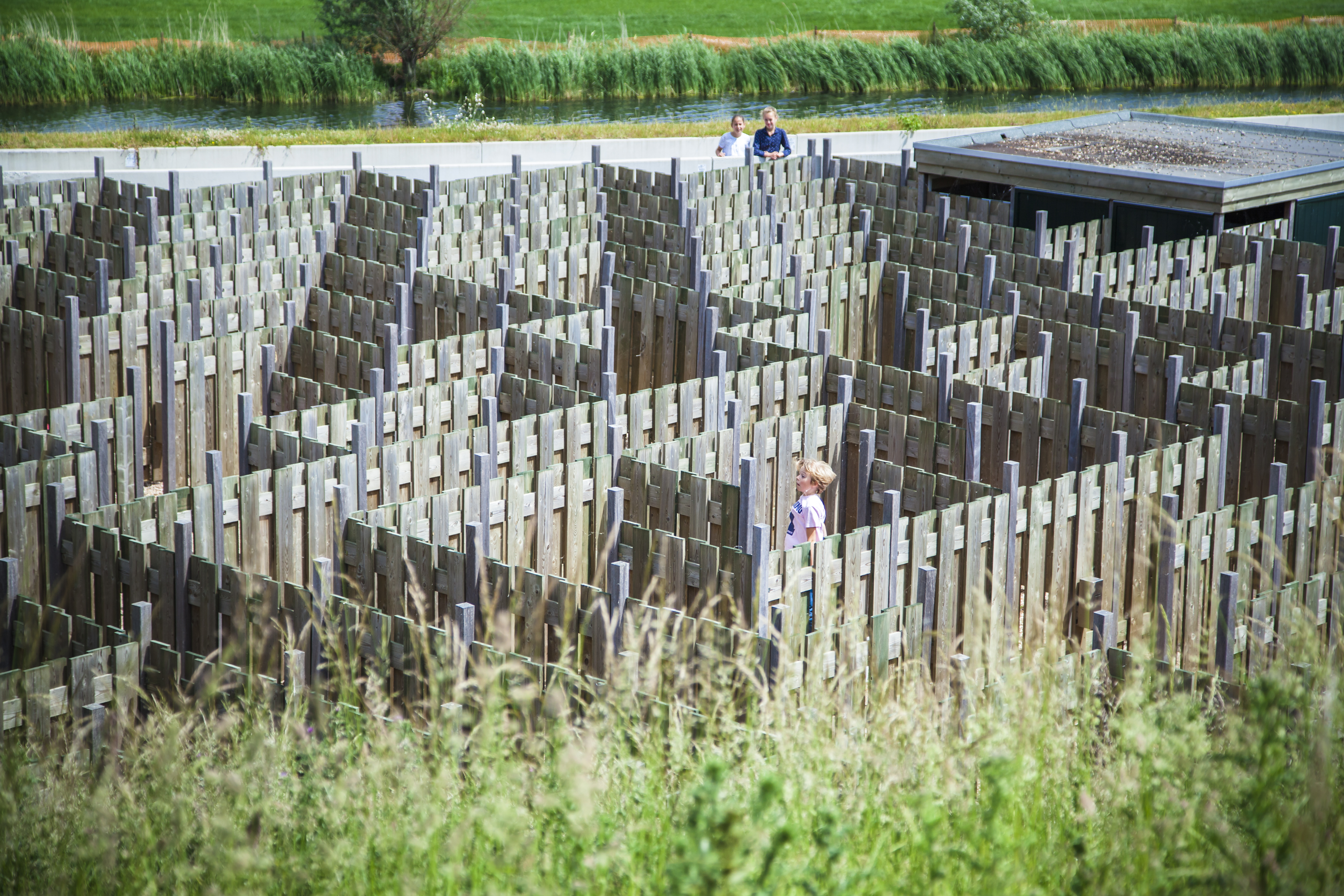
Doolhof
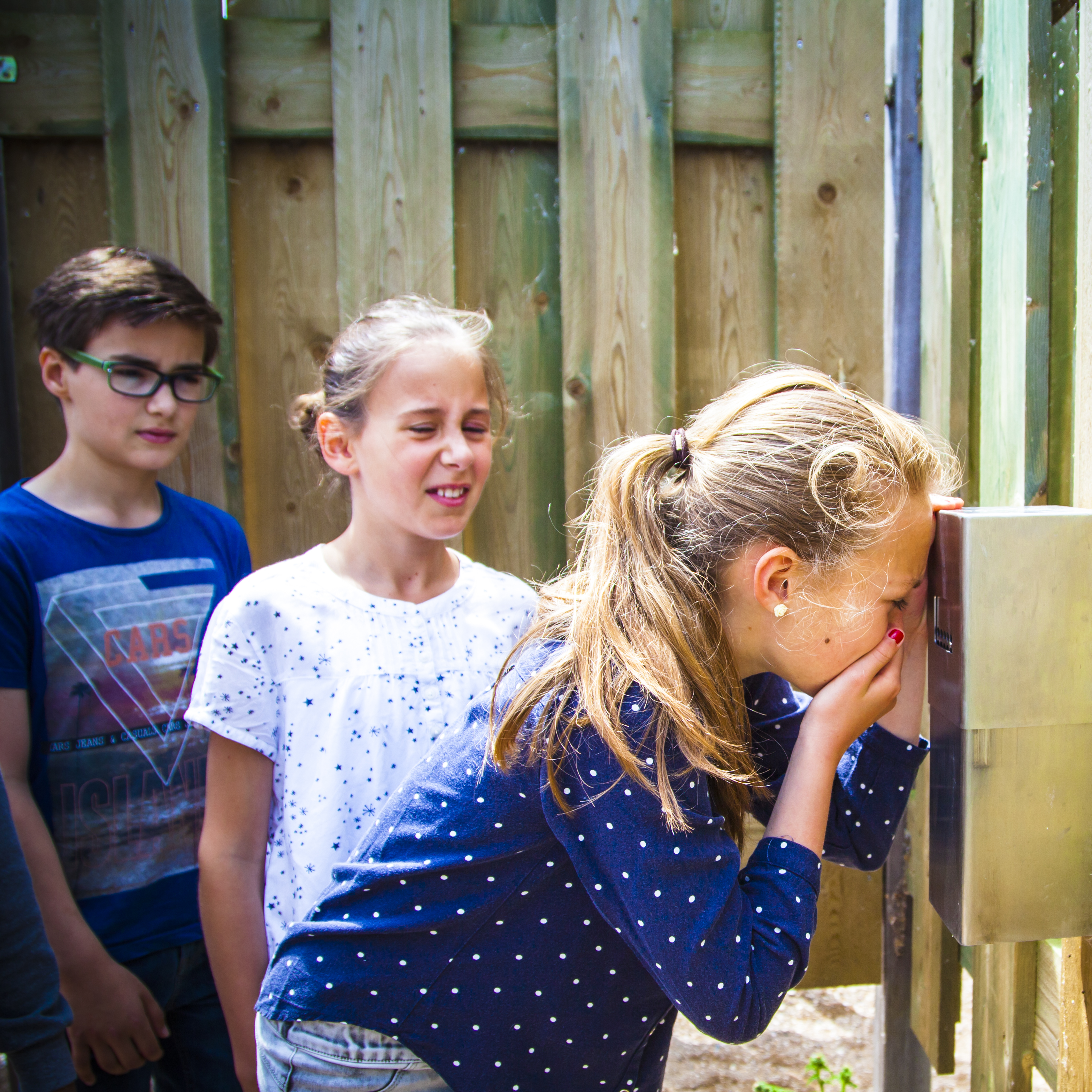
Het geurendoolhof
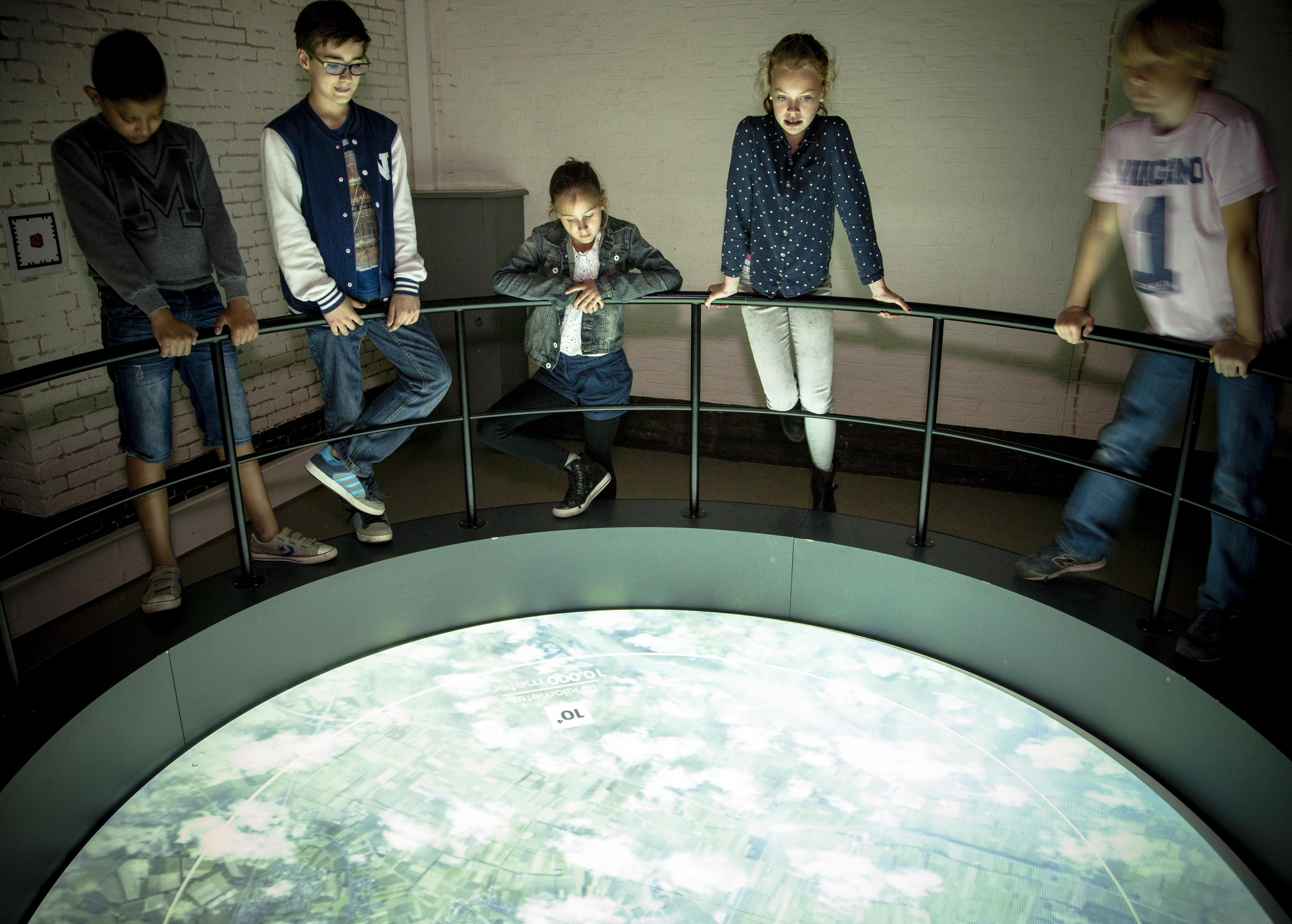
De film Powers of Ten
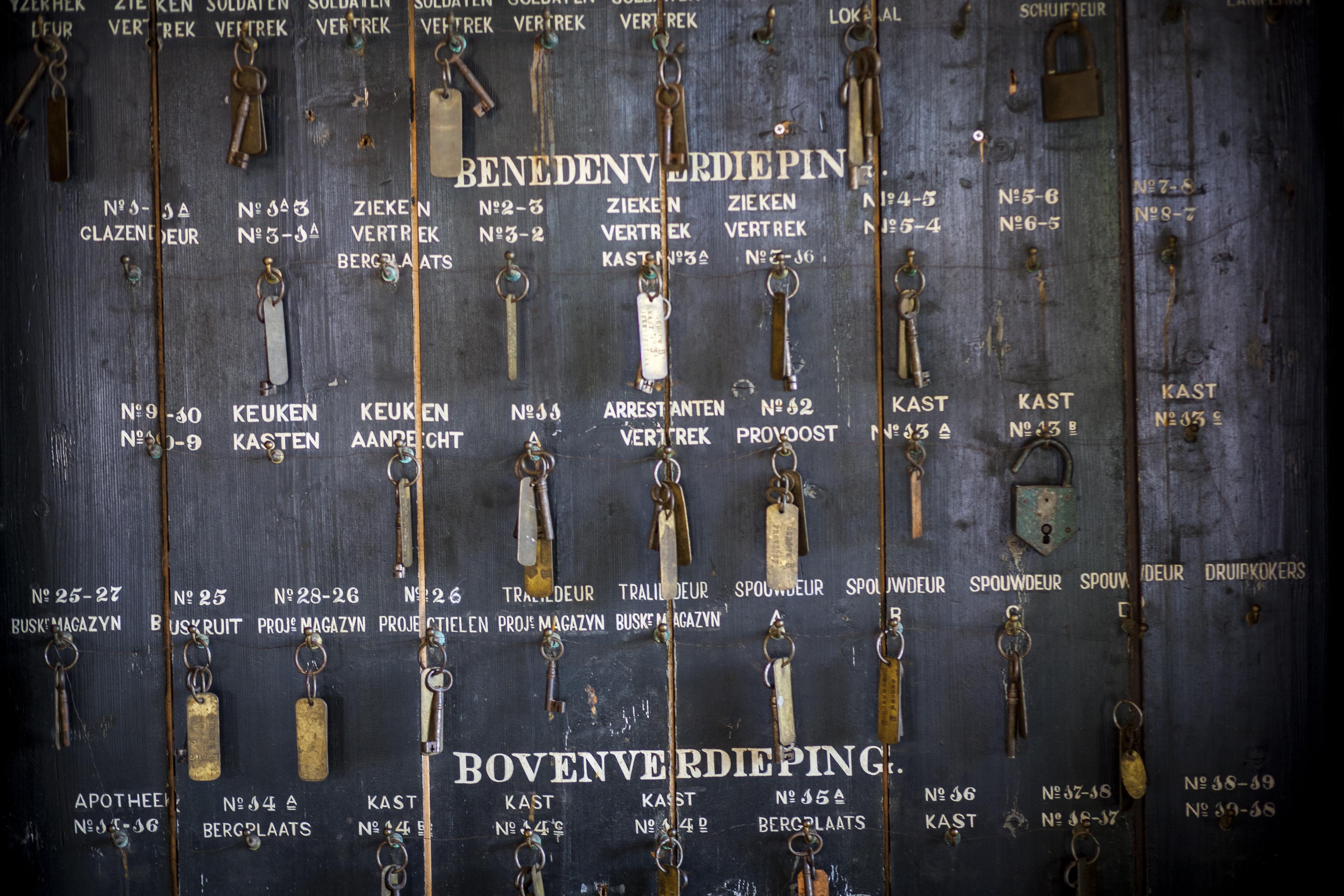
De oude sleutelkast
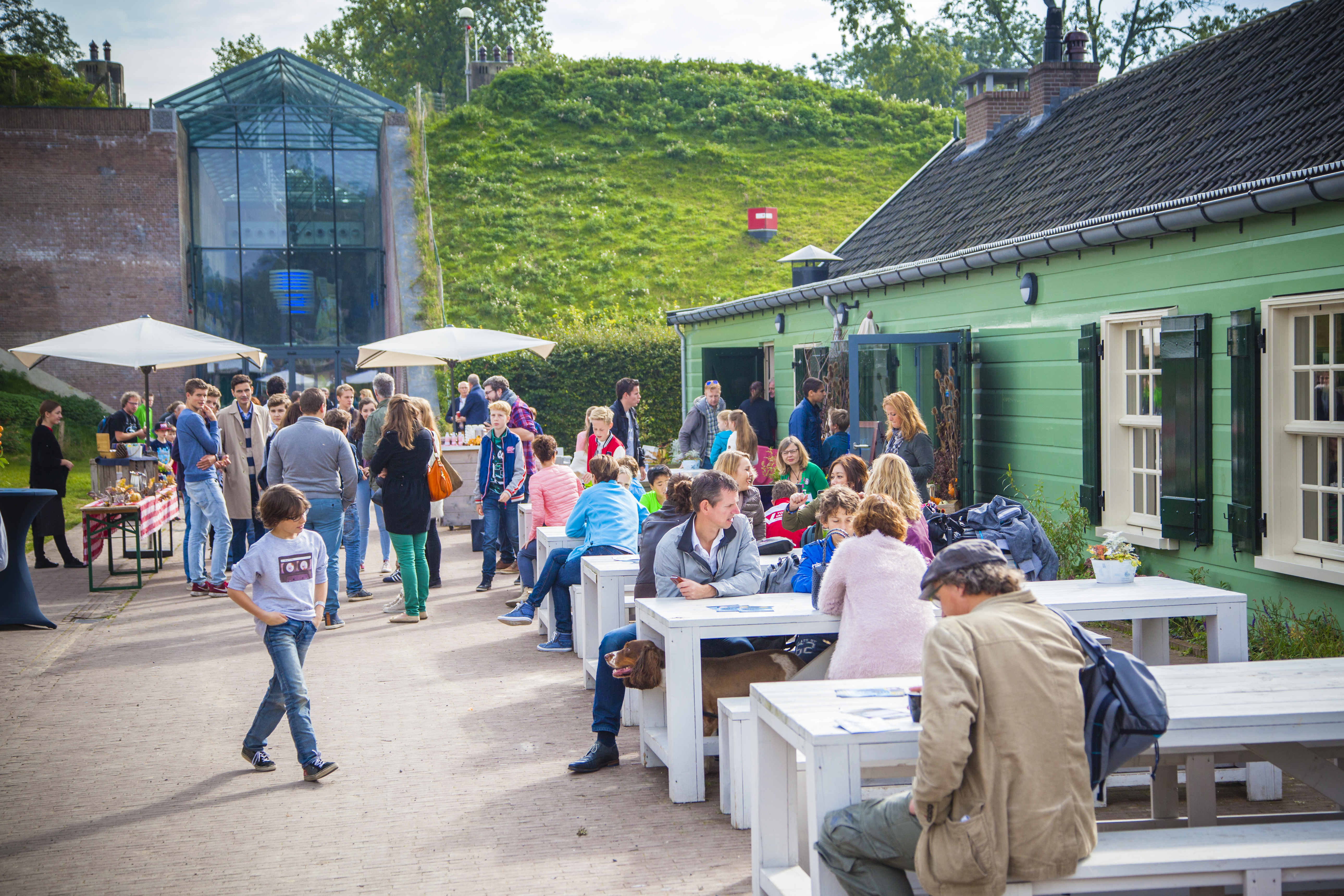
Terras van restaurant de WereldPan
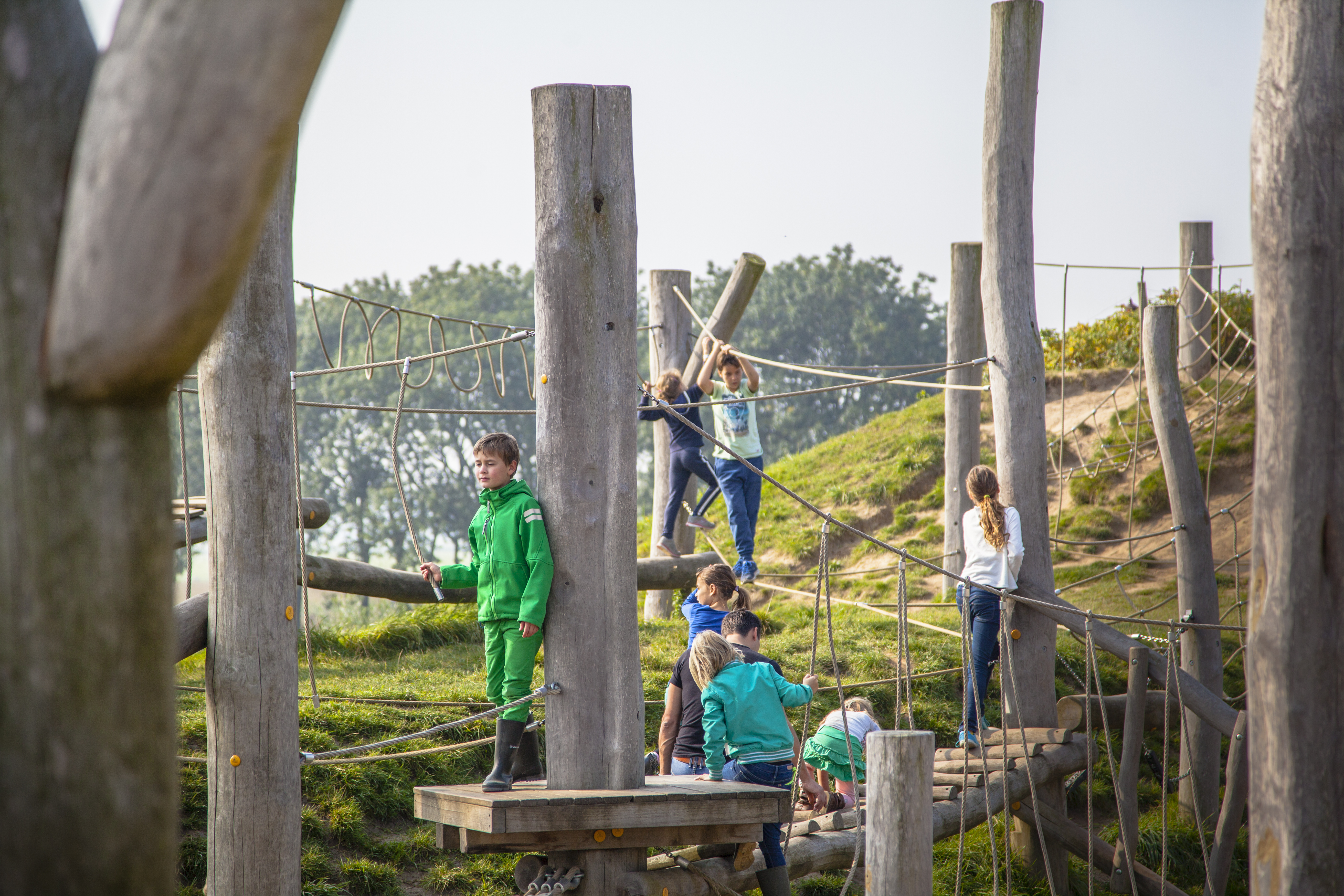
De Speurtuin